# Magnus Fredriksson
Magnus Fredriksson  född: 1972, är en svensk innebandyspelare. 
1997 grundade han Innebandymagazinet. 2019 blev han författare till innebandyboken, Innebandyns Magiska Resa. En bok på 648 sidor om innebandyns historia mellan 1968 och 2019.

## Klubbar
- Robertshöjd BK
- IBF Göteborg (1989-1996)
- IBF Backadalen (1996-2002)
- Exacum IBK (2002-2004)
- IBK Älvstranden (2004-2006)
- Kärra IBK (2006- 2012)
- Hisingskärra IBK (2012-)

## Övrigt
Innebandydomare 1991/92 - 2002/03
- Tränare damer elitserien säsongen 1994/95 (Robertshöjd BK)
- Chefredaktör Innebandymagazinet (1997 - 2013)
- Ordförande Hisingskärra IBK (2012 - )
- Författare till boken Innebandyns Magiska Resa (2019)

### Fotnoter
1. ↑  ”Magnus Fredriksson ny ordförande i Hisingskärra IBK”. Hisingskärra IBK. 9 juni 2014. Arkiverad från originalet den 18 december 2022. https://web.archive.org/web/20221218140305/https://www.laget.se/hisingskarraibk/News/3573938/Magnus-Fredriksson-ny-ordforande-i-Hisingskarra-IBK. Läst 29 april 2016.
2. ↑  ”Arkiverade kopian”. Arkiverad från originalet den 26 september 2020. https://web.archive.org/web/20200926212940/https://www.goteborgdirekt.se/nyheter/magnus-har-forevigat-innebandyns-historia/repsif!r4m0W1pYIBgw@Rj1QYxGZQ/. Läst 9 juni 2020.